# Формализм (этика)
Формализм в этике — принцип, согласно которому формальные моменты исследования превалируют над анализом содержания моральных проблем.
Является разновидностью морального догматизма, проявляющегося в способе выполнения нравственных требований: в чисто внешнем следовании заповедям и нормам, в формальном выполнении долга, когда человек не задумывается над социальным значением своих поступков, не осознаёт действительного смысла своей нравственной деятельности или не способен мотивировать её с точки зрения потребностей общества и человека. Это, например, характерно для этики Канта, который считал, что из некоего безусловного положения (категорического императива), имеющего абстрактный характер, можно вывести все моральные принципы и решения применительно к различным жизненным ситуациям в различных социальных условиях. В действительности данный императив (поступай так, чтобы правило твоего поведения могло быть вместе с тем законом для всех людей) оказывается, однако, на поверку совершенно бессодержательным именно в силу своей формальности.
Формализм в этике является одним из основных направлений современной западной философии морали (например, интуитивизм и неопозитивизм). Здесь он имеет несколько иной смысл: задачей этики считается исследование лишь познавательной (гносеологической) стороны и логической формы нравственных представлений, а их конкретное содержание выпадает из сферы анализа. Такое понимание предмета этики приводит не только к сужению её задач, но и к ряду научно несостоятельных выводов. В результате философская этика (метаэтика), которая занимается исследованием моральных суждений, противопоставляется нормативной этике, которая исследует нормы морали. 
Формалисты исключают из задач этики изучение нравственных проблем. Их решение с помощью теории объявляется невозможным, а в конечном счёте иррациональным. Бесплодие и пагубное значение формализма заключаются в том, что он уводит этическую науку от участия в решении социальных и моральных проблем современности.

## Список литературы
- Kant, Immanuel, Groundwork of the Metaphysics of Morals, tr. H.J. Paton. London. 1948.
- Warnock, G.J. Contemporary Moral Philosophy (London, 1967).